# Max Otte
Max Otte (Matthias Otte; Plettenberg, 7 ottobre 1964) è un economista, scrittore e politico tedesco-statunitense che ha insegnato a Worms, Graz e Erfurt ed è quindi diventato gestore di fondi di investimento. Ha scritto diversi bestseller, principalmente di argomento politico-finanziario.
Dal giugno 2018 al gennaio 2021, Otte è stato presidente del board di AfD, affiliato alla Fondazione Desiderius-Erasmus. Membro della CDU dal 1991 sino al gennaio 2022 quando venne sospeso provvisoriamente allorché fu nominato dal partito populista di destra AfD candidato nelle elezioni presidenziali tedesche del 2022.  In seguito fu espulso definitivamente dalla CDU.

## Biografia
Matthias Otte era figlio di Lore Otte, nata Hauter, e dell'insegnante di scuola professionale e politico locale Max Otte (1928-1983). Dopo la morte del padre, prese il suo nome Max. 
Nel 1983 Otte si è diplomato al liceo di Plettenberg. Dal 1983 ha studiato economia presso l'Università di Colonia laureandosi nel 1989. Durante i suoi studi, ha trascorso un anno all'estero dal 1986 al 1987 come borsista della Konrad-Adenauer-Foundation presso l'American University di Washington, DC in affari pubblici. A Princeton è stato nel 1997 per un dottorato con Aaron Friedberg  in politica estera tedesca con il lavoro A Rising Middle Power?. 

### Professione
Dal 1989 al 1994 Otte ha lavorato come consulente per le organizzazioni internazionali e il settore pubblico presso Kienbaum and Partner e nel 1995 ha lavorato presso il Gütersloher Center for Higher Education Development (CHE). Dal 1997 al 1998 è stato impiegato da Arthur D. Little. Ha assistito diverse aziende e organizzazioni, tra cui Munich Re, il Ministero Federale dell'Economia e le Nazioni Unite. Dal 1998 al 2000, Otte è stato assistente professore di economia internazionale e management internazionale presso il Dipartimento di Relazioni Internazionali della Boston University. Inoltre, dal 2001 al 2005 è stato coinvolto nella creazione del programma Executive MBA Business Integration presso la Julius Maximilians University di Würzburg. 
Nel 2001 è diventato professore di ruolo per l'amministrazione aziendale generale e internazionale presso l'Università di Worms  dove ha insegnato marketing, studi commerciali internazionali, finanziamento e investimenti nei dipartimenti di amministrazione aziendale internazionale, turismo.  Dal 2011 al 2016 ha lavorato come professore per analisi e diagnosi aziendali quantitative e qualitative presso la Karl-Franzens-University Graz. Nel 2018 ha lasciato il servizio civile su propria richiesta. Dal semestre invernale 2011/2012 al semestre invernale 2016/2017 ha svolto anche regolari incarichi di insegnamento presso la Facoltà di Scienze Politiche all'Università di Erfurt nel campo dell'economia. 
Otte è gestore di fondi dal 2005. 

### Fondi di investimento
Già nel 2003 ha fondato l'Institut für Vermögensentwicklung (IFVE) come società a responsabilità limitata. Una società per azioni costituita nel frattempo in Svizzera è stata soppressa. 
Otte è diventato attivo per la prima volta come consulente di fondi nell'ottobre 2005 per un fondo lanciato da Banque SCS Alliance in Lussemburgo, il "Privatinvestor" di Pléiade Actions. Lo ha raccontato nel 2006 nel libro Der Crash kommtcomecome un "fondo per la crisi", ma ha interrotto il suo lavoro di consulenza per questo fondo al culmine della crisi finanziaria nell'ottobre 2008. Nel marzo 2008 è stato lanciato in Liechtenstein il fondo di investimento PI Global Value Fund, che secondo le dichiarazioni di Otte ha investito secondo la sua strategia. Questo secondo fondo ha ricevuto l'autorizzazione all'immissione in commercio per Germania, Austria e Svizzera nel 2011. A questo è seguito nel luglio 2013 Max Otte Vermögensbildungsfonds AMI, lanciato da Ampega Investment, un fondo esclusivamente per investitori tedeschi, poiché Otte ha affermato di non poter più consigliare PI Global Value personalmente, ma solo attraverso la sua società di gestione svizzera "Privatinvestor", a causa della sua residenza a Colonia e della situazione legale inasprita dalla crisi finanziaria. A fine 2016 Otte ha avviato un hedge fund per investitori professionali. Il fondo è stato lanciato nel marzo 2008.
Nel novembre 2009 è stato votato "Money Manager of the Year" dai lettori della rivista di borsa Börse Online, ottenendo 10.000 voti su un totale di 24.000. Nello stesso mese ha confermato che il valore delle azioni (europee) non era ancora troppo caro. Ha difeso il suo titolo di "Money Manager of the Year" nel 2010 e ha ottenuto più della metà dei voti, gareggiando contro altri 10 gestori di denaro.
Il fondo PI Global Value (WKN : A0NE9G), lanciato nel marzo 2008, "è tra i primi dieci fino al 15 percento". Tuttavia, la vendita di titoli minerari d'oro nel 2015 è stata "semplicemente sbagliata". Secondo un rapporto di Börse Online, anche l'"accusa di continua sottoperformance" dei fondi lanciata da Otte è ingiustificata. Il fondo PI Global Value ha battuto il DAX, l'EURO STOXX 50 e l'MSCI World per tutta la sua durata fino alla fine del 2016. Durante questo periodo, il fondo ha registrato un aumento di valore dell'87,43 percento, che corrispondeva a un rendimento del 7,46 per cento. 
Nel novembre 2017 è stato rivelato che Otte aveva trasferito la gestione dei suoi fondi dalla Svizzera alla Germania. Per fare ciò, aveva ricevuto una licenza dall'Autorità federale di vigilanza finanziaria tedesca (BaFin). Nel 2020 è stata estesa a una licenza di gestione del portafoglio. 
Nel luglio 2021 il fondo è stato cambiato da Max Otte Vermögensbildungsfonds a PI Vermögensbildungsfonds (DE000A1J3AM3). Il fondo è gestito da Bayerische Vermögen AG a Traunstein.

## Posizioni

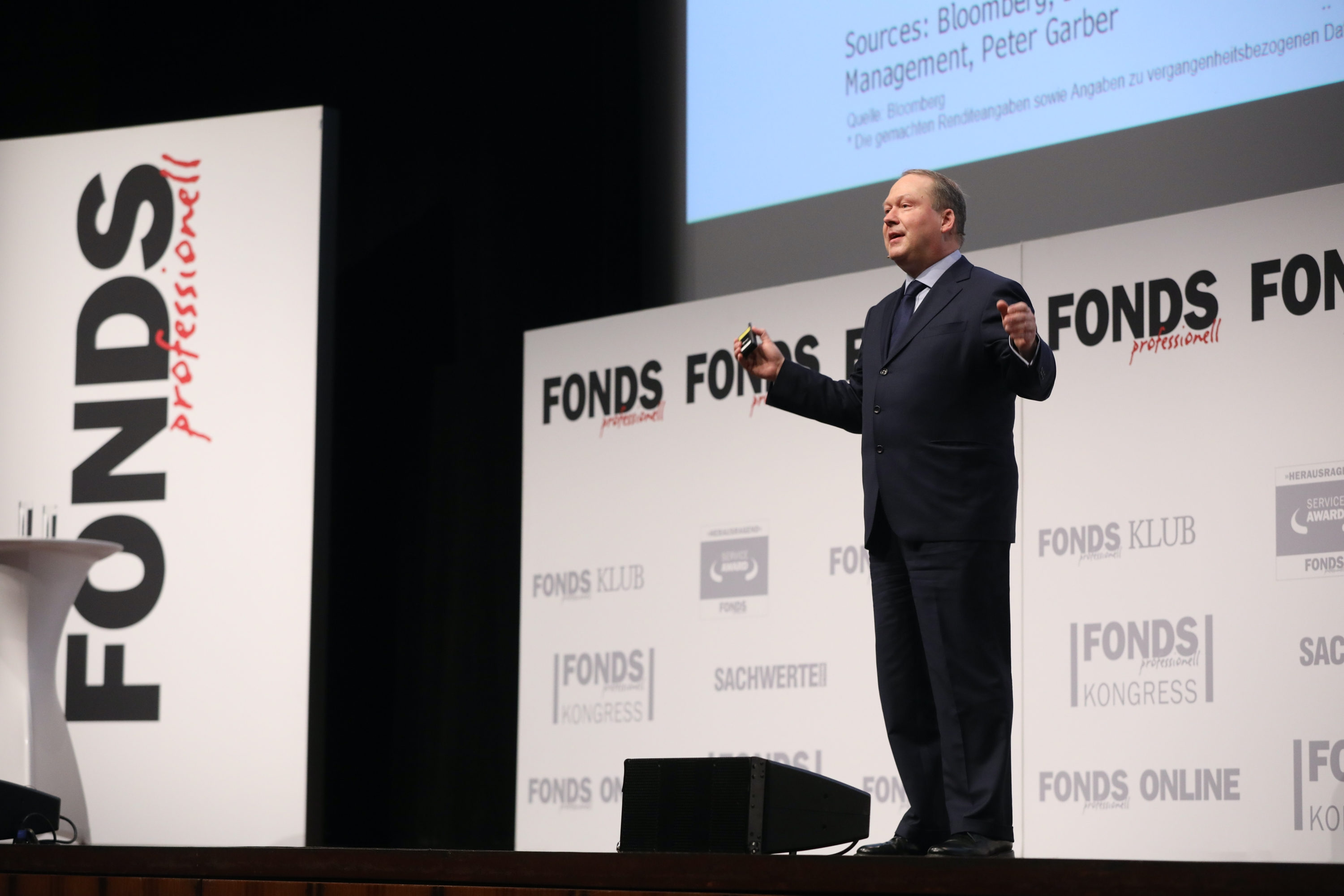
Max Otte a un congresso di fondi nel 2019

### Finanza
Nel 2006, Otte ha pubblicato il libro "The Crash is Coming. The New Global Economic Crisis and How to Prepare for It". In esso, ha previsto un crollo dei mercati azionari. Nel corso della crisi finanziaria iniziata nel 2007, Otte lo ha reso pubblicamente noto.
Nel 2009 Otte ha sostenuto la nazionalizzazione della banca Hypo Real Estate. Vede le casse di risparmio, Volks e Raiffeisenbanken e altre banche organizzate in modo cooperativo come un fattore di stabilità e un modo per promuovere le piccole e medie imprese.
In un'audizione presso la Commissione Finanze del Bundestag tedesco nel 2010, Otte ha espresso il parere che una tassa sulle transazioni finanziarie porterebbe a commissioni più basse per gli investitori monetari attraverso una ridotta riallocazione del portafoglio.  Otte ha descritto il mercato finanziario internazionale come una minaccia alla democrazia. Ha detto che il settore finanziario ha dirottato la politica. Nella politica monetaria delle banche centrali, Otte vede l'economia pianificata e fa confronti con la fase finale della DDR.

### Unione Europea
Nell'aprile 2010, Otte ha chiesto ai paesi più indebitati d'Europa di lasciare l'Eurozona. Nel 2010, ha sostenuto una richiesta al governo tedesco di vietare le vendite allo scoperto. Otte sostiene una regolamentazione massiccia dei mercati finanziari e chiede norme sull'adeguatezza patrimoniale delle banche come base della loro responsabilità in un'economia di mercato. Ha criticato un deficit di legittimità nell'Unione Europea.

### Critica al capitalismo
In un evento dell'organizzazione non governativa critica per la globalizzazione Attac nell'agosto 2017, Otte ha criticato il fatto che la politica avesse capitolato alla lobby del capitale. Ha descritto l'ordine economico prevalente come "capitalismo del bottino" a beneficio dei super ricchi e ha chiesto che il reddito finanziario fosse tassato come il reddito da lavoro. Ha descritto l'opinione prevalente di molti economisti come una "religione dell'ipercapitalismo" orientata solo all'interesse personale.

### Dichiarazione 2018 sull'immigrazione
Nel marzo 2018, Otte è stata tra i primi firmatari della "Dichiarazione congiunta 2018", un appello di autori, pubblicisti, artisti, scienziati e politici tedeschi contro il "danneggiamento della Germania" da parte di una "immigrazione di massa illegale" avvenuta nel contesto della crisi dei rifugiati in Germania dal 2015.

### Società Oswald Spengler
Nel 2017, Otte ha fondato la Oswald Spengler Society con David Engels e Michael Thöndl, in cui Otte è tesoriere. Nel 2018 il Premio Oswald Spengler, conferito da Otte e del valore di 10.000 euro, è stato assegnato per la prima volta a Michel Houellebecq.  Nel 2020 è stato assegnato a Walter Scheidel, storico che insegna alla Stanford University.